# 阿诺尔多·阿莱曼
阿诺尔多·阿莱曼全名霍塞·阿诺尔多·阿莱曼·拉卡约（西班牙語：José Arnoldo Alemán Lacayo，1946年1月23日—），尼加拉瓜前总统。出生于尼加拉瓜首都马纳瓜。当过律师。曾在前独裁者安纳斯塔西奥·索摩查·德瓦伊莱的政府中任职。1990年当选制宪自由党主席。1990－1996年任马那瓜市市长，任职期间对马纳瓜是进行大规模市区重建，在此期间获得了“大胖子”（El Gordo）的称号。1996年10月当选总统。任职期间，在一定程度上促进了尼加拉瓜的经济复苏，国民生产总值增长，降低了通货膨胀率，增加了外商投资，并改善了尼加拉瓜的基础设施。然而，在2002年，阿诺尔多·阿莱曼卸任不久后因任职期间大肆挥霍，涉嫌洗钱而遭到逮捕。2003年12月，马那瓜第一刑事法庭以洗钱、诈骗和侵吞公款等罪名判处阿诺尔多·阿莱曼20年监禁，但由于其身患重病，法庭同意他在家中服刑。